# Zaklepica
 Zaklepica  falu Horvátországban Zágráb megyében. Közigazgatásilag Ivanić-Gradhoz tartozik.

## Fekvése
Zágrábtól 32 km-re délkeletre, községközpontjától  4 km-re délnyugatra, az A3-as autópálya mellett fekszik.

## Története
1857-ben 106, 1910-ben 127 lakosa volt. Trianonig Zágráb vármegye Dugo Seloi járásához tartozott. A településnek 2001-ben 101 lakosa volt.

## Lakosság
| Lakosság változása | Lakosság változása | Lakosság változása | Lakosság változása | Lakosság változása | Lakosság változása | Lakosság változása | Lakosság változása | Lakosság változása | Lakosság változása | Lakosság változása | Lakosság változása | Lakosság változása | Lakosság változása | Lakosság változása |
| ------------------ | ------------------ | ------------------ | ------------------ | ------------------ | ------------------ | ------------------ | ------------------ | ------------------ | ------------------ | ------------------ | ------------------ | ------------------ | ------------------ | ------------------ |
| 1857               | 1869               | 1880               | 1890               | 1900               | 1910               | 1921               | 1931               | 1948               | 1953               | 1961               | 1971               | 1981               | 1991               | 2001               |
| 106                | 102                | 92                 | 113                | 117                | 127                | 122                | 125                | 132                | 136                | 111                | 118                | 103                | 83                 | 101                |

## Nevezetességei
A faluban a melléképületek mellett a 18. szám alatt található egy 1782-ből származó tipikus szávamenti faház, amelyet rendkívül értékes épületként tartanak számon, elsősorban páratlan régiségének köszönhetően. Egyike azon kevés faházaknak, amelyek szélesebb, úgynevezett „horvát sarok”kal épültek. A ház azoknak az emeletes faházaknak a sorába tartozik, amelyben egykor családi közösségek éltek.